# Osmylidia requietus
Osmylidia requietus là một loài côn trùng trong họ Osmylidae thuộc bộ Neuroptera. Loài này được Scudder miêu tả năm 1890.